# Dkay.com
DKay.com est un groupe (one man band) de metal industriel allemand. Formé en 1997 par Jürgen Engler, DKay.com ne compte que deux albums studio. Dkay.com est mis en sommeil à la suite de la reformation de Die Krupps en 2005.

## Biographie
DKay.com est formé par Jürgen Engler après la séparation, en 1997, du groupe Die Krupps. Réalisé en 2000, le premier album, nommé Decaydenz, est enregistré avec un certain nombre de musiciens invités comme Julian Beeston (ex-Nitzer Ebb), Adam Grossman (ex-Skrew), Doro Pesch. Il est publié à 1 000 exemplaires. La même année sort le single Hell is Heaven. Le second album, intitulé Deeper into the Heart of Dysfunction, est publié entre le 22 avril 2002 et 2003,,. Il est suivi d'une tournée américaine en support de Gary Numan et en Europe avec Genitorturers et Last Rites. 
Durant la tournée, Jürgen Engler est accompagné de Spectra aux claviers, Marcella Degaz à la guitare et de Mike Zero à la basse. Dkay.com est mis en sommeil à la suite de la reformation de Die Krupps en 2005.

## Discographie

### Albums studio
- 2000 : Decaydenz
- 2002 : Deeper into the Heart of Dysfunction

### Singles
- 2000 : Hell is Heaven